# Vizion Plus
Vizion Plus es un canal de televisión privado albanés perteneciente a Tring.

## Historia
El canal inició emisiones el 16 de septiembre de 1999. Inicialmente, el canal solo se sintonizaba en Tirana. Sin embargo, Vizion Plus se expandió al poco tiempo a más del 90% del territorio albanés, cubriendo las principales ciudades del país. 
A finales de 2016, Vizion Plus logró la cuarta licencia de cobertura nacional en Albania, pese haberlo intentado sin éxito a finales de 2007.
Actualmente, Vizion Plus es uno de los canales con más audiencia en Albania, seguido de TV Klan y Top Channel.

## Programación

### Programas nacionales
| Original Nombre                | Formato                                | Origen  | País original  | Cadena original | Programa original      |
| ------------------------------ | -------------------------------------- | ------- | -------------- | --------------- | ---------------------- |
| Familja                        | concurso                               | Albania |                |                 |                        |
| Përrallë me Piratë             | concurso                               | Albania |                |                 |                        |
| Mos u Nxeh                     | concurso                               | Albania |                |                 |                        |
| Histori Dashurie               | tertulia                               | Albania |                |                 |                        |
| Zip                            | programa matutino                      | Albania |                |                 |                        |
| Faktori Plus                   | actualidad                             | Albania |                |                 |                        |
| Ora 5pm                        | tertulia                               | Albania |                |                 |                        |
| By Pass Show                   | programa criticizing y problem-raising | Albania |                |                 |                        |
| Chic Plus                      | programa de arte y entretenimiento     | Albania |                |                 |                        |
| Dancing with the Stars Albania | variedades                             | Albania | Estados Unidos | BBC             | Dancing with the stars |
| Daily Dancing                  | programa diario de baile               | Albania |                |                 |                        |
| Sketch Show                    | comedia                                | Albania |                |                 |                        |
| Inside                         | investigación                          | Albania |                |                 |                        |
| Zonë e Ndaluar                 | documentales                           | Albania |                |                 |                        |
| Dita Ime                       | tertulia                               | Albania |                |                 |                        |
| Mos e Beso po Deshe            | telerrealidad                          | Albania |                |                 |                        |
| Debat nga Alfred Peza          | actualidad                             | Albania |                |                 |                        |
| Vizioni i Pasdites             | tertulia                               | Albania |                |                 |                        |
| Next                           | entretenimiento                        | Albania | Estados Unidos | MTV             | Next                   |
| Debat Plus                     | actualidad                             | Albania |                |                 |                        |
| Kapital                        | tertulia                               | Albania |                |                 |                        |
| Oktapod                        | actualidad                             | Albania |                |                 |                        |
| Fresk Fare                     | comedia                                | Albania |                |                 |                        |
| Tú Sí Que Vales                | concurso de talentos                   | Albania | España         | Telecinco       | Tú sí que sí           |
| Apartamenti 2XL                | programa cómico                        | Albania |                |                 |                        |
| Grand Hotel 2XL                | programa cómico                        | Albania |                |                 |                        |
| Tornado me Para                | concurso de preguntas                  | Albania |                |                 |                        |
| Dritare me Rudinen             | actualidad                             | Albania |                |                 |                        |
| Fustani i Endrrave             | telerrealidad, estilo                  | Albania |                |                 |                        |
| My Living                      | telerrealidad, estilo                  | Albania |                |                 |                        |

### Programas de TV Internacionales
| Nombre original                 | Nombre albanés                      | País de origen |
| ------------------------------- | ----------------------------------- | -------------- |
| Yu-Gi-Oh!                       | Yu-Gi-Oh!                           | Japón          |
| King of Queens                  | Mbreti i Kuins                      | Estados Unidos |
| Dawson's Creek                  | Përroi i Dousonit                   | Estados Unidos |
| Palabra de Mujer                | Fjalë Gruaje                        | México         |
| Las Tontas No Van al Cielo      | Mendjelehtat Nuk Shkojnë Në Parajsë | México         |
| Sturm der Liebe                 | Stuhi Dashurie                      | Alemania       |
| Winx Club                       | Winx Club                           | Italia         |
| Kirby: Right Back at Ya!        | Kirbi                               | Japón          |
| Fear Factor                     | Fear Factor                         | Estados Unidos |
| Oh Baby                         | Oh Baby                             | Estados Unidos |
| Querida Enemiga                 | E Dashur Armike                     | México         |
| Salomé                          | Salome                              | México         |
| Mundo de Fieras                 | Intriga                             | México         |
| Piel de Otoño                   | Gjethe Vjeshte                      | México         |
| En Nombre Del Amor              | Ne Emër të Dashurisë                | México         |
| La Madrastra                    | Njerka                              | México         |
| La Usurpadora                   | Paulina                             | México         |
| Cuidado con el Angel            | Kujdes nga Engjëlli                 | México         |
| Rebelde                         | Rebelët                             | México         |
| Corazón Salvaje                 | Zemër e Egër                        | México         |
| Ghost Whisperer                 | Pëshpërima e Shpirtit               | Estados Unidos |
| Revolution                      | Revolucioni                         | Estados Unidos |
| Canan                           | Xhanan                              | Turquía        |
| Kurtlar Vadisi                  | Lugina e Ujqërve                    | Turquía        |
| Karadayı                        | Karadai                             | Turquía        |
| The FBI Files                   | Dosja e FBI-së                      | Estados Unidos |
| Crusoe                          | Robinson Kruzo                      | Reino Unido    |
| Devious Maids                   | Shërbyese të Djallëzuara            | Estados Unidos |
| Good Luck Charlie               | Paç Fat Çarli                       | Estados Unidos |
| Scandal                         | Skandali                            | Estados Unidos |
| Bajo las Riendas del Amor       | Tradhëtia                           | México         |
| Soy tu Dueña                    | Grua e Hekurt                       | México         |
| Teresa                          | Tereza                              | México         |
| Triunfo del Amor                | Triumfi i Dashurisë                 | México         |
| La Fuerza del Destino           | Forca e Fatit                       | México         |
| Dos Hogares                     | Jetë e Dyfishtë                     | México         |
| La Que no Podía Amar            | Gruaja që nuk donte të Dashuronte   | México         |
| Amores Verdaderos               | Dashuri të Vërteta                  | México         |
| La Tempestad                    | Stuhia                              | México         |
| Lo Que la Vida me Robó          | Pasion i Rrëmbyer                   | México         |
| Nora                            | Nora                                | Venezuela      |
| Aşk ve Ceza                     | Dashuri dhe Ndëshkim                | Turquía        |
| Eva la Trailera                 | Fati i Evës                         | Estados Unidos |
| Yemin                           | Premtimi                            | Turquía        |
| Heridas de Amor                 | Plagë Dashurie                      | México         |
| Kış Güneşi                      | Dielli i Dimrit                     | Turquía        |
| Fatih Harbiye                   | Mes dy Dashurish                    | Turquía        |
| Gecenin Kraliçesi               | Mbretëresha e Natës                 | Turquía        |
| Kiraz Mevsimi                   | Stina e Qershive                    | Turquía        |
| Yüksek Sosyete                  | Shoqëri e Lartë                     | Turquía        |
| Maggie & Bianca Fashion Friends | Megi dhe Bianka                     | Italia         |
| Regal Academy                   | Akademia Mbretërore                 | Italia         |

## Derechos
Vizion Plus compró los derechos de Zonë e Lirë, programa que desde 2007 a 2011 fue considerado como el programa de entrevistas mejor calificado organizado por un exeditor de noticias, Arjan Çani. El canal colabora con los estudios de cine más famosos, Sony Pictures Universal y Paramount Picture y ha cumplido con éxito en la calidad de socio de medios de las actividades tales como las ediciones de Miss Albania de 2006, 2007 y 2008, Albanian Clip Nights, Miss Globe 2008, Ediciones del Festival de Jazz de Shkodra, Festival de Jazz de Tirana, la 5ª edición del Festival de Micrófono de las Artes y las ediciones de los Premios de la Academia de Cultura. Recientemente, en colaboración con Tring Digital, Vizion Plus compró con éxito los derechos de la primera edición albanesa de Dancing with the Stars y el programa de comedia improvisada Apartmenti 2XL. Estos dos espectáculos han marcado una audiencia récord en la historia de la cadena.

## Premios
Vizion Plus ha obtenido los siguientes premios: Primer Premio en el Festival Internacional "Orsini" de mejor documental, Premio "Cult 2005" por el ciclo documental "Tunnel" y 5 premios otorgados por la Academia de Radio y Televisión de Evaluación Anual. Mero Baze, el ancla de la investigación muestran Faktori Plus fue agredido por un hombre de negocios en un restaurante de Tirana. En 2010, el Show de Baze fue ordenado a finalizar.